# Rupert Wintersteller

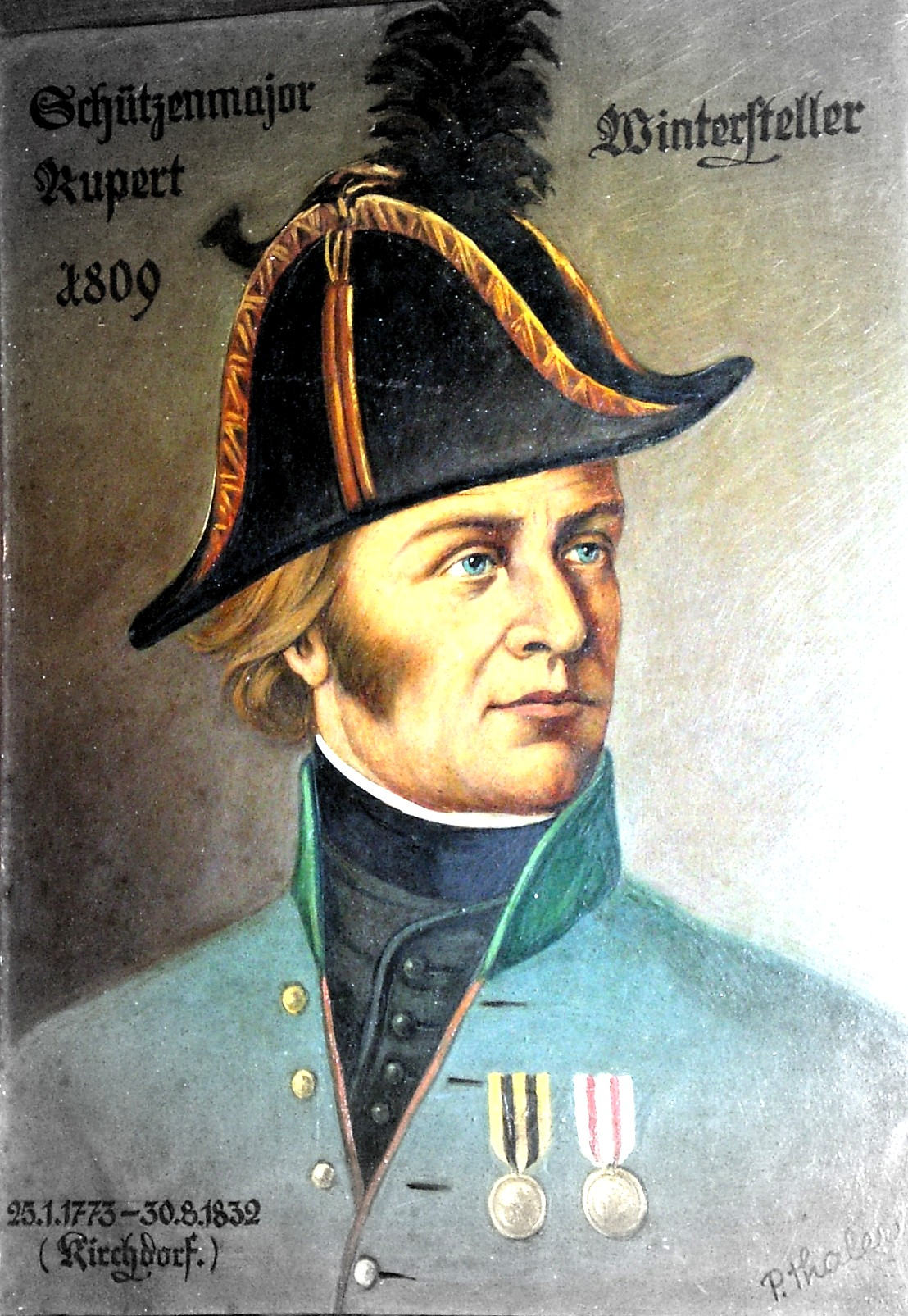
Major Rupert Wintersteller in Milizuniform, Porträt von Peter Thaler

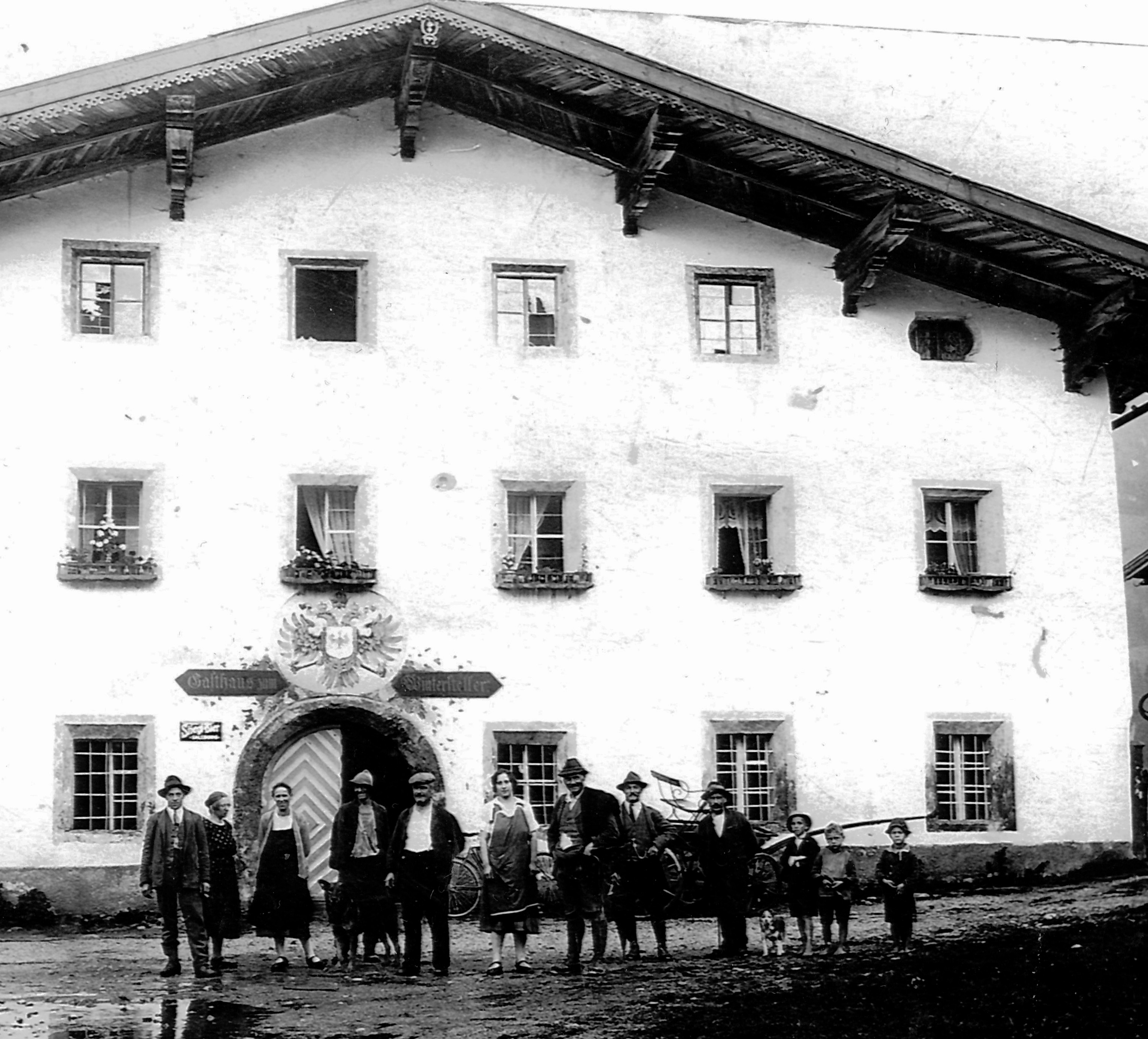
Das nach 1809 wiedererrichtete Gasthaus Wintersteller um 1920. Das Gebäude wurde 1932 durch Brand zerstört.

Wintersteller-Denkmal in Kirchdorf

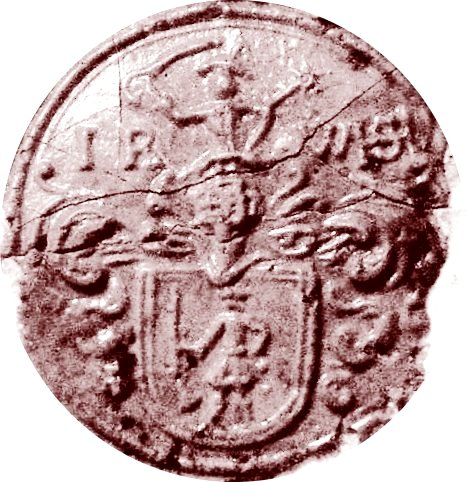
Rotwachssiegel des Rupert Wintersteller

Rupert Wintersteller (* 25. Januar 1773 in Kirchdorf in Tirol; † 30. August 1832 ebenda) war ein Kommandant der Tiroler Schützen und eine wichtige Person in der Führung des Tiroler Freiheitskampfes 1809 gegen Bayern und Kaiser Napoléon Bonaparte.

## Leben
Wintersteller stammte aus einer wohlhabenden Familie von Großgrundbesitzern, Wirten und Schützenkommandanten, schon von Kaiser Leopold I. ausgezeichnet und geehrt von Maria Theresia. Seine Familie besaß in Kirchdorf 17 Häuser, darunter mehrere Gasthöfe. Schon im 1. Koalitionskrieg 1796/1797 rückte er mit den Kitzbühler Schützen nach Welschtirol aus. Er kehrte als Leutnant mit der Silbernen Tapferkeitsmedaille zurück, eine Auszeichnung für seinen Mut und seine Ausdauer bei den Kämpfen im Etschtal.
Ende 1800, im 2. Koalitionskrieg, rückte er wieder mit den Schützen aus. Bei Melleck am Steinpass und am Jettenberg ging es wieder, mit tatkräftiger Unterstützung österreichische Linientruppen und Loferer Schützen unter Hauptmann Jakob Strucker,  erfolgreich gegen die Franzosen. Er wurde nun zum Oberleutnant befördert und widmete sich intensiv der Ausbildung und Ausrüstung seiner Kirchdorfer Schützen.
Am 2. November 1805, im 3. Koalitionskrieg, war er als Hauptmann einer der Anführer bei der Verteidigung im Pass Strub, einer Talenge zwischen Lofer und Waidring. Den Schützenkompanien  unter Wintersteller, Joseph Hager, Anton Oppacher,  Benno Hörwarter und den Salzburger Schützen unter Jakob Strucker gelang es, den Vormarsch der bayerisch-französischen Truppen (ca. 10.000 Mann und 13 Kanonen) unter Generallieutenant Deroy in das Unterinntal aufzuhalten. Kriegsentscheidend waren jedoch der Einbruch des französischen Marschalls Ney über Scharnitz nach Innsbruck und  die militärischen Auseinandersetzungen der französisch-süddeutschen Koalitionsarmee mit den Österreichern im Donauraum. Ende des Jahres, nach der sogenannten Dreikaiserschlacht von Austerlitz, musste Kaiser Franz II. den für  ihn demütigenden Friedensvertrag von Preßburg hinnehmen. Die Gefürstete Grafschaft Tirol wurde nun Teil des Königreiches Bayern. Für die Bayern ging damit ein lang gehegter Wunsch in Erfüllung, für die seit eh und je kaisertreuen Tiroler war eine Rebellion  vorgezeichnet.
Während des  in Spanien geführten 4. Koalitionskrieges konnte  die Soldateska Napoleons  keinen durchschlagenden militärischen Erfolg verzeichnen. Dadurch war dort  ein großer Teil des französischen Militärpotentials gebunden. Das bestärkte den Wiener Hof, neuerlich gegen Kaiser Napoléon Bonaparte ins Feld zu ziehen. Kaiser Franz II. begann im Frühjahr 1809 den 5. Koalitionskrieg. Parallel dazu  wurden die Tiroler zu einem Aufstand gegen Bayern ermutigt. Erzherzog Johann, ein Bruder des österreichischen Kaisers, spielte hier eine wichtige Rolle.

### Die Position Winterstellers bei der Erhebung Tirols 1809
Der Tiroler Volksaufstand begann am 12. April 1809.  Anders als in der Landeshauptstadt  ging man im Gericht Kitzbühel nach Winterstellers Plänen koordiniert und wohlüberlegt vor. Im Gegensatz zu den blutigen Kämpfen und Ausschreitungen in Innsbruck wurden im Gericht Kitzbühel die dort stationierten bayerischen Soldaten handstreichartig und ohne Blutvergießen gefangen genommen. Rupert Wintersteller überwältigte in St. Johann in Tirol persönlich einen bayerischen Hauptmann. Mit diesem gingen aus St. Johann 180, aus Kitzbühel 100, insgesamt 1250 Mann in  Gefangenschaft. Wenig später wurde Wintersteller vom österreichischen Oberbefehlshaber im Unterland, dem Unterintendanten Anton Leopold von Roschmann, zum Major und Distriktskommandanten des Landgerichtes Kitzbühel ernannt.
Am 11. Mai 1809 rückten bayerisch-französische Truppen in Stärke von ca. 8.000 Mann, davon 3.000 Franzosen, unter Marschall Lefebvre und Generalleutnant Wrede über den Pass Strub nach Tirol ein, der auf Grund von Dispositionen  des Unterintendanten  v. Roschmann nur sehr schwach besetzt war. V. Roschmann, der Vorgesetzte Winterstellers, war der Meinung, die Gegner würden über Reit im Winkl und Kössen einbrechen.
Die Bavaro-Franzosen konnten nach neunstündigem Kampf, in dem sie viermal zurückweichen mussten, die ursprünglich 344 Tiroler, von denen 87 fielen, und die 115 österreichischen Soldaten zum Rückzug zwingen, mussten aber starke Verluste an Toten und Verwundeten beklagen. Wintersteller konnte tags darauf bei Waidring die gegnerischen Truppen vorerst erfolgreich zurückdrängen, doch deren Übermacht war zu groß. Erhoffte Hilfe durch österreichisches Militär unter Feldmarschalleutnant Chasteler blieb aus. Wintersteller musste mit seinen Schützen das Feld räumen und konnte sich mit Mühe retten. Seinen Schützen gelang größtenteils die Flucht. Die vom heftigen Widerstand der Tiroler und der rund 60 mitkämpfenden Tirolerinnen erbitterten Gegner, welche auch die vor einem Monat im Gericht Kitzbühel erlittene Schmach ihrer Gefangennahme  nicht vergessen hatten und durch Greuelpropaganda aufgehetzt waren, nahmen unverhältnismäßig wilde Rache an der Zivilbevölkerung und brannten Winterstellers Heimatort Kirchdorf völlig nieder. So erging es auch fast allen Häusern an der Straße nach St. Johann. Chasteler hatte die kaiserlichen Linientruppen zu spät von Innsbruck ins Unterland in Bewegung gesetzt. In Söll und Wörgl kam es zu heftigen Kämpfen, welche die Bayern und Franzosen durch ihre starke Kavallerie und Artillerie schon in einer Stunde für sich entscheiden konnten. Man vergleiche damit den stundenlangen Widerstand des „Landvolks“ im Strubpass und bei Waidring. Chasteler erklärte seine Niederlage mit dem Ausbleiben der Tiroler Schützen und des Landsturms. Wintersteller konnte und wollte seine traumatisierten Landsleute nicht mehr aufbieten.
Nach einer schweren Niederlage der österreichischen Armee  im Juli in der Schlacht bei Wagram konnte Kaiser Napoléon Bonaparte wieder Truppen gegen Tirol schicken.
Andreas Hofer verübelte es  Wintersteller, dass dieser in realistischer Einschätzung der Lage am 27. Juli beim erneuten gegnerischen Einmarsch kapitulierte. Hofer wollte nicht wahrhaben, dass die Unterländer den ca. 14.000 Bayern, Franzosen und Sachsen nichts mehr entgegensetzen konnten. Auch an den militärischen Auseinandersetzungen am Bergisel nahmen die Unterländer unter  Wintersteller nicht teil. Er blieb jedoch Oberkommandant an der Nordostgrenze Tirols. Ende August schickte Andreas Hofer zwei seiner Vertrauten, Joseph Speckbacher und Martin Firler, ins Unterland. Zwischen Wintersteller und diesen sich sehr anmaßend gebärdenden Kommandanten kam es zu gröberen Meinungsverschiedenheiten, auch deshalb, weil sich die Oberländer im Kitzbühler Gebiet und auch jenseits der Grenzen wie Eroberer benahmen.
Nach wiederhergestelltem Einvernehmen fügten Oberländer, Unterländer und einige Kompanien aus Südtirol und Salzburg dem Gegner am 25. September an der salzburgisch-tirolischen Grenze eine der schwersten  Niederlagen des Jahres zu. Unter dem Kommando Winterstellers wurde in Unken im Saalachtal das 1. königlich-bayerische Linien-Leib-Regiment, eine Elitetruppe, von seinen „Kitzbichlern“ in einer „glänzenden Bataille“ ganz aufgerieben. Nur wenige Bayern konnten nach stundenlangen Kämpfen entfliehen. Sie ließen  400 Tote, ca. 200 Gefangene und reiche Beute zurück. Speckbacher kam siegreich von Lofer her erst später nach, behauptete  dann aber, er allein hätte in Unken den Sieg ermöglicht. Tatsächlich war den Tirolern ihr größter, aber letzter Kriegserfolg nur durch bemerkenswerte Koordination ihrer Kräfte gelungen,  Joseph Speckbacher bei Lofer, Rupert Wintersteller bei Unken, Anton Wallner und Johann Panzl beim Pass Luftenstein im Saalachtal und Pater Joachim Haspinger am Pass Lueg im Salzachtal.
Wintersteller hatte an diesem Tag zum letzten  Mal an Kampfhandlungen teilgenommen. Er erfuhr im Oktober von Friedensverhandlungen in Wien und dass Kaiser Napoléon Bonaparte ein drittes Mal starke Truppenverbände über Kufstein, Kössen und den Pass Strub gegen Tirol in Marsch setzte. Wintersteller wollte seine Landsleute nicht von der Übermacht aufreiben lassen, zog sie von der Grenze ab und entließ sie zwei Stunden vor Ankunft des gegnerischen Militärs in St. Johann. Den bei Melleck stehenden Speckbacher warnte er mehrfach vor der drohenden Gefahr, fand jedoch bei diesem kein Gehör. Speckbacher wies auch alle parlamentarischen Kontakte mit den Bayern ab und so kam es am 17. Oktober, nach einem Überraschungsangriff der Bayern und Franzosen, zur schwersten Niederlage der Tiroler in der gesamten Erhebung, mit 300 toten und 400 gefangenen Schützen.

### Versuchter Wiederaufschwung und Involvierung in den Alpenbund
Obwohl Wintersteller im Dezember 1809 von einem Militärgericht unter General Drouet d’Erlon amnestiert worden war und drei Geiseln stellen musste, erachtete ihn die bayerische Regierung weiterhin als höchst gefährlich. Er war 1813 mit dem Alpenbund in eine neuerliche  Befreiungsbewegung involviert und wurde Ende März 1813 mit vielen anderen ehemaligen Insurgenten als wichtige Geisel gewaltsam nach München  gebracht. Über seine Haft in der Polizeidirektion schrieb der damalige Polizeidirektor Marcus von Stetten tägliche Berichte an den König und den Staatsminister Montgelas. Wintersteller kam im August in die Festung Ingolstadt. Trotz seiner offensichtlich durch die Haft hervorgerufenen physischen und psychischen Probleme, zahlreicher Bittgesuche und der besonderen Fürsprache des Kitzbühler Landrichters Joseph Knitl blieb Wintersteller weiter in Geiselhaft. Er kam erst Ende Oktober als gebrochener, früh gealterter Mann frei, als im 6. Koalitionskrieg Napoleons Stern verblasste und  Bayern sich mit dem Vertrag von Ried wieder mit Österreich verbündete. Vom geliebten Kaiser Franz nur gering unterstützt, von der bayerischen Obrigkeit scharf überwacht, gelang es Wintersteller  nicht mehr, wirtschaftlich Fuß zu fassen.

### Letzte Ehrung, dieGroße Goldene Zivil-Ehrenmedaille

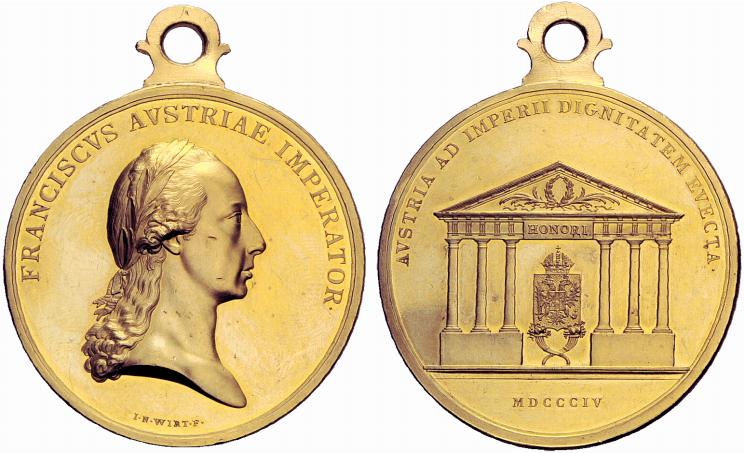
Große Goldene Zivil-Ehrenmedaille der K.K.Monarchie

Im Gegensatz zu seinen Kampfgenossen Andreas Hofer und den nach Wien geflohenen Josef Speckbacher und Pater Joachim Haspinger genoss Wintersteller in seiner Talschaft und bei der Landesregierung großes Ansehen. 1815 wurde ihm  einer der höchsten Orden, den die österreichische Monarchie zu vergeben hatte, die Große Goldene Zivil-Ehrenmedaille, verliehen.  1819 erhielt Wintersteller, der 1809 einen Verlust von ca. 50.000 Gulden erlitten hatte, nur die Pension eines Hauptmannes von jährlich 400 Gulden. Er starb nach langem, schwerem Leiden im Jahre 1832 und wurde in seinem Heimatort Kirchdorf beigesetzt. Er hinterließ seine Frau Anna Hintlerin/Wintersteller, die bis zu ihrem Tod in St. Johann lebte, und sechs Kinder, vier davon unmündig.  Der älteste Sohn Rupert musste den großen, aber sehr verschuldeten Winterstellerbesitz 1843 verkaufen. Wie seine Geschwister starb auch er verarmt.

## Ehrungen

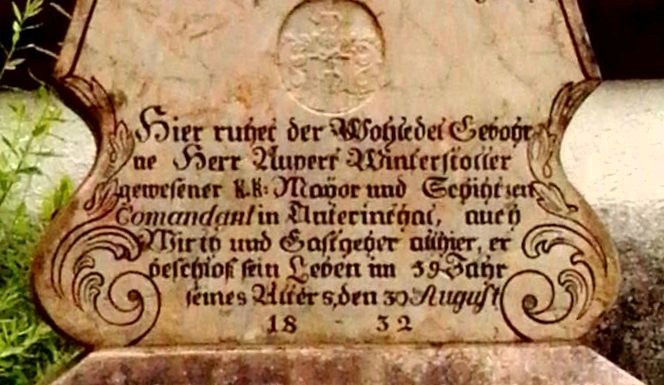
Grabstein-Inschrift

- Die Wintersteller Kaserne des Österr. Bundesheeres in St. Johann in Tirol ist nach ihm benannt
- Das Wintersteller Schützenbataillon verleiht das Winterstellerkreuz
- Die Wintersteller Schützenkompanie Kirchdorf
- Die Winterstellertracht
- Die von Wintersteller 1815 gestiftete Schützenfahne nebst persönlichen Gebrauchsgegenständen im Kirchdorfer Heimatmuseum Metzgerhaus
- Winterstellerbild in der Heldengalerie auf dem Bergisel in Innsbruck
- Denkmal von 1887 im Pass Strub
- Winterstellerdenkmal von 1901 in seinem Heimatort
- Sein Name auf der Tafel Helden der Tiroler Freiheitskämpfe 1797–1809  neben dem Grabmal Andreas Hofers in der Hofkirche in Innsbruck
- Nach ihm sind Straßen in Kirchdorf in Tirol und St. Johann in Tirol benannt
- Ein Fresko in Kitzbühel, Malingstraße 1
- Mehrere Theaterstücke und Oden
- Ein Bild am Erker des Gasthauses Oberbräu in Hopfgarten im Brixental (neben anderen Landesverteidigern)